# Neidalia ockendeni
Neidalia ockendeni là một loài bướm đêm thuộc phân họ Arctiinae, họ Erebidae.